# Pleasant Street
Pleasant Street is een nummer van Tim Buckley. Het is afkomstig van zijn tweede album Goodbye and hello.
Het nummer werd voor zover bekend nooit op single uitgebracht, maar stond desondanks eenmaal in de TOP2000. Het lied handelt over kersttijd. Een eenzame man wandelt over straat, iedereen is in kerststemming. Het enige waar de man naar uitziet/naar uit kan zien is "Pleasant Street", een metafoor voor een prettige trip/hallucinaties als gevolg van drugs, terwijl de zanger tegelijkertijd weet dat de teleurstelling daar vlak achter volgt.

## NPO Radio 2 Top 2000
Pleasant Street stond alleen in 2000 in de NPO Radio 2 Top 2000, op plek 1736.